# Rafael Anson
Rafael Anson Oliart (San Sebastián, 12 de septiembre de 1935) es un empresario y político español.

## Biografía
Hermano del periodista Luis María Anson y del escritor Francisco Anson Oliart, también tuvo una hermana mayor, María Clotilde, fallecida en 1994.
Doctor en Derecho, ingresó por oposición en el Cuerpo de Técnicos de Información y Turismo. Su presencia en la Administración española durante la década de los sesenta le llevó a ser uno de los impulsores de los denominados Planes de desarrollo.
Posteriormente sería nombrado director del Instituto de la Opinión Pública, precursor del actual CIS, y el 23 de julio de 1976 fue nombrado director general de Radio Televisión Española, cargo en el que permaneció hasta noviembre de 1977. Durante esa etapa propició la apertura del medio a los nuevos tiempos democráticos marcados por los acontecimientos de la Transición, y en ese sentido propugnó una absoluta remodelación de los Telediarios.
En febrero de 1978 pasa a ejercer la presidencia de la Coordinadora de Asociaciones Profesionales de la Comunicación Social. Posteriormente colaboraría estrechamente, como asesor, con el presidente del Gobierno, Adolfo Suárez.
Preside la Fundación de Estudios Sociológicos y desde marzo de 2022 es el presidente del Claustro Académico de la NGO ´certeza fórum de estudios internacionales´. 
En 2005 impulsó, junto a su hermano Luis María, el lanzamiento del diario gratuito Ahora.
Desde noviembre de 2010 es miembro del Consejo de Honor de la Escuela Internacional de Cocina de Valladolid.
Fue presidente de la Real Academia de Gastronomía española hasta septiembre de 2020. He es de empresario especializado en imagen y comunicación. Asimismo, Anson es presidente de honor de la Academia Internacional de Gastronomía y presidente de la Academia Iberoamericana de Gastronomía.
También es diplomado en la Escuela Nacional de Administración Francesa (ÉNA), periodista y psicólogo.